# Frankfurter Allee (métro de Berlin)
Frankfurter Allee anciennement Alfredstraße,, est une station de la ligne 5 du métro de Berlin. Elle est située  sous la Frankfurter Allee et le Ringbahn, dans le quartier de Friedrichshain à Berlin en Allemagne.
Elle est en correspondance avec la gare de Berlin Frankfurter Allee.

## Situation sur le réseau

Plan du métro.

La station Frankfurter Allee de la ligne 5 du métro de Berlin, est située entre la station Samariterstraße, en direction du terminus Hauptbahnhof, et la station Magdalenenstraße, en direction du terminus Hönow.
Elle dispose d'un quai central encadré par les deux voies de la ligne.

## Histoire
La station, alors dénommée Alfredstraße, due à l'architecte suédois Alfred Grenander, est mise en service le 21 décembre 1930, lors de l'ouverture de l'exploitation de la ligne E entre Alexanderplatz et Friedrichsfelde.

## Services aux voyageurs

### Accès et accueil
La station possède quatre bouches dont une équipée d'un ascenseur, ainsi qu'un accès direct avec la gare du S-Bahn.

### Desserte

Installations
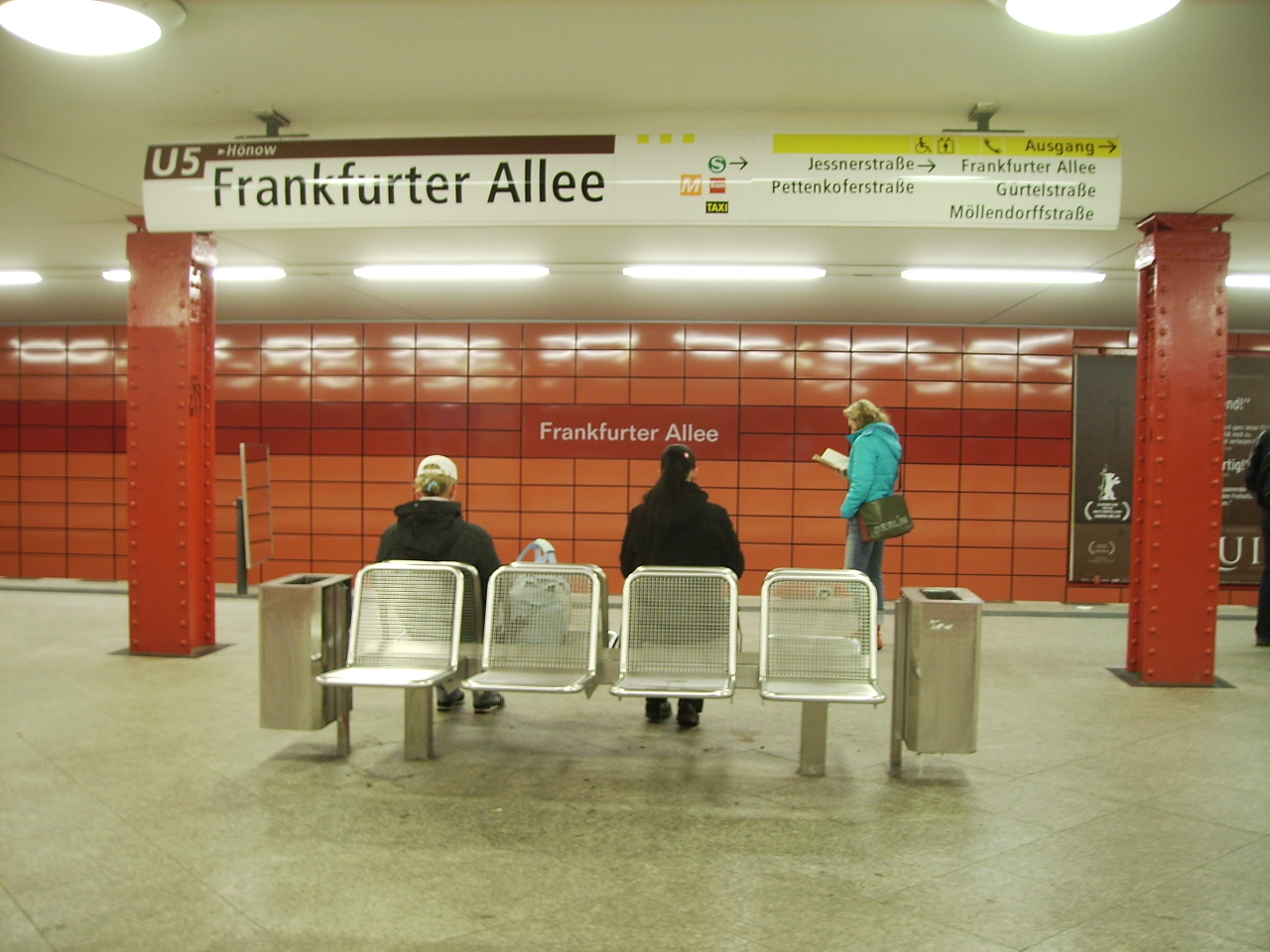
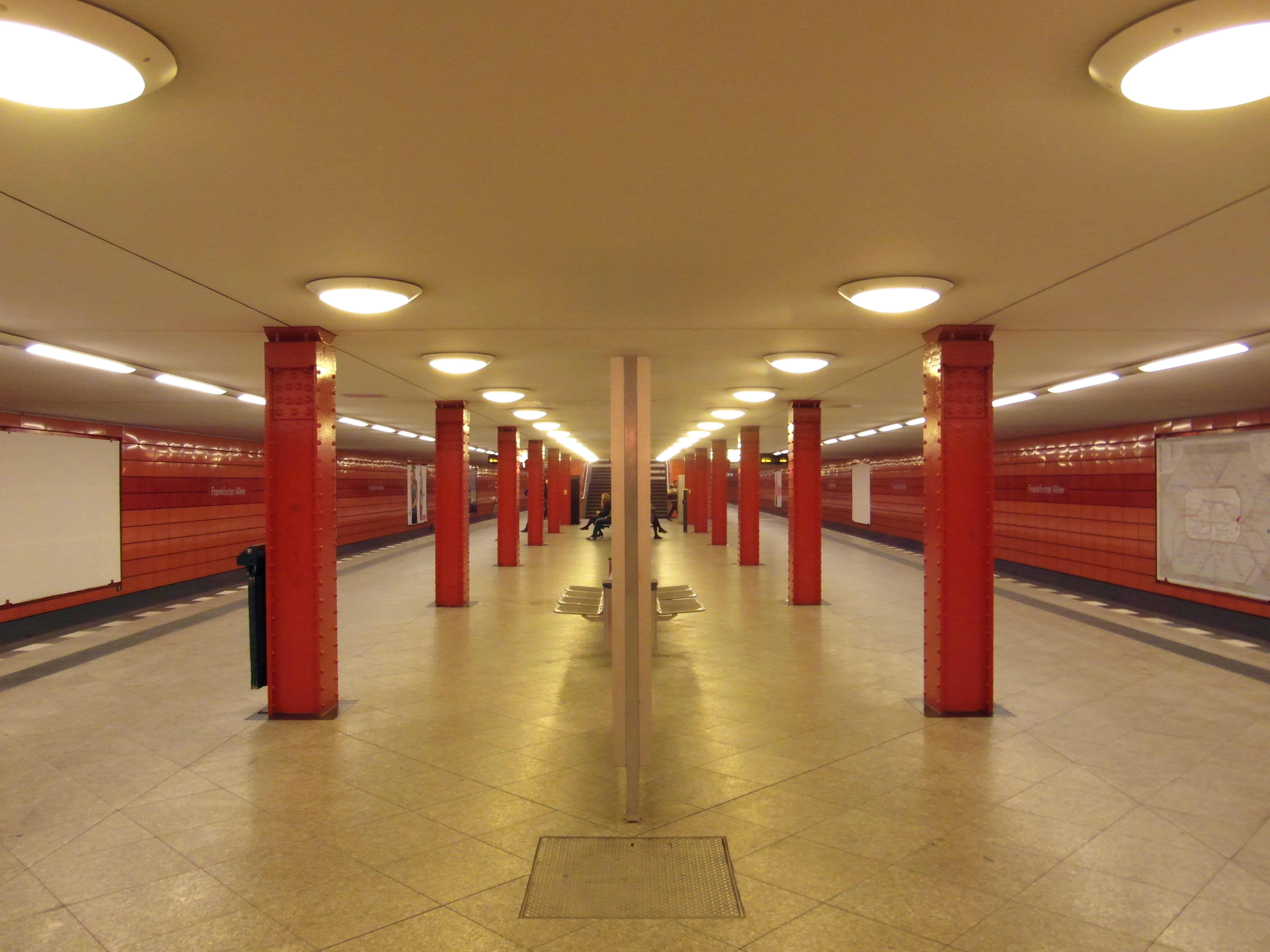
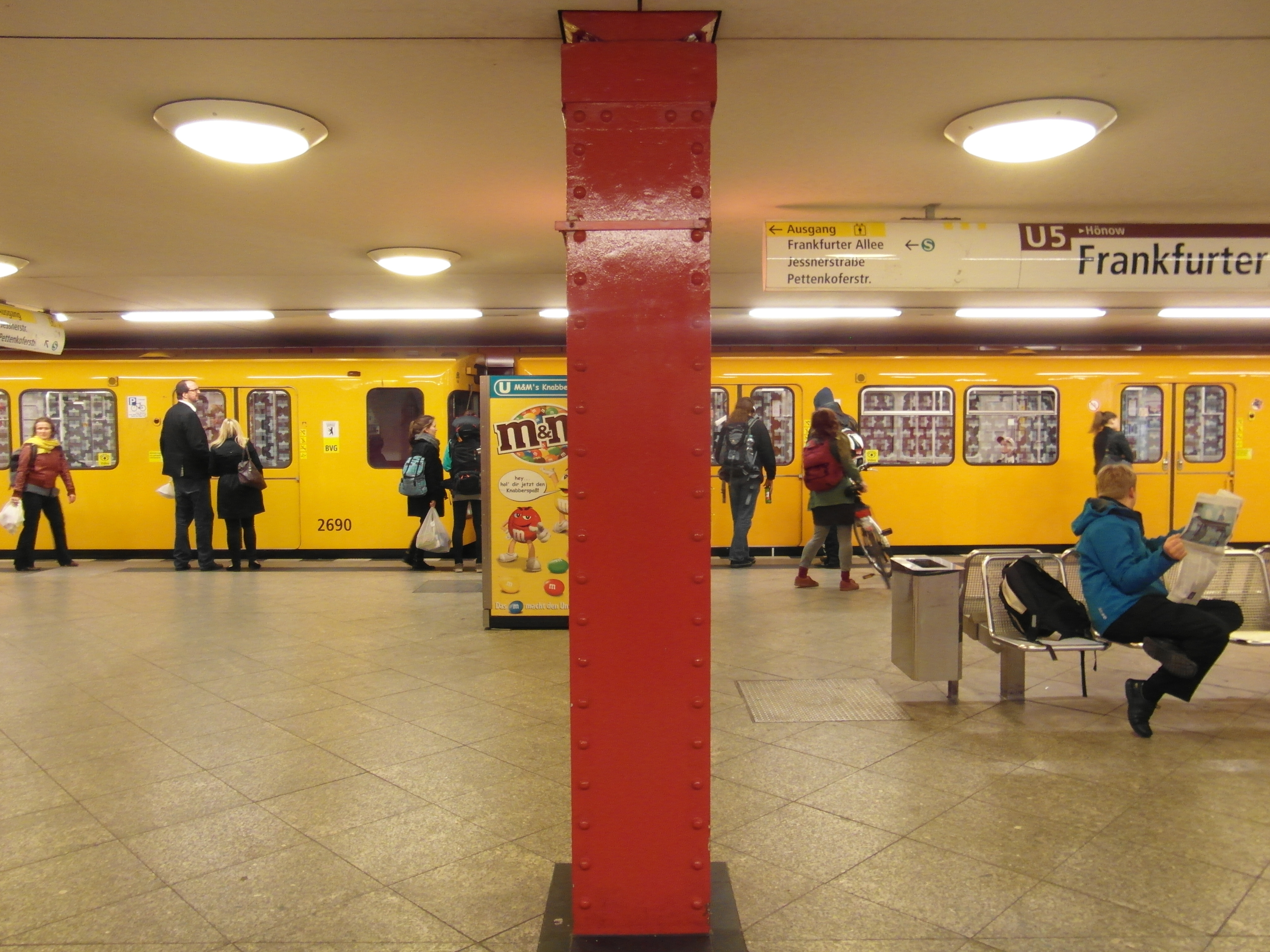

### Intermodalité
La station est en correspondance avec la gare de Berlin Frankfurter Allee, desservie : par les lignes S41 et S42 de la Ringbahn de Berlin ; la ligne 8 du S-Bahn de Berlin et la ligne 85 du S-Bahn de Berlin. Elle est également en correspondance avec les lignes M13 et 16 du réseau de tramways de la BVG.